# 반자연주의 문학
반자연주의 문학(反自然主義 文學)은 자연주의 문학에 대한 반동으로 나타난 문학 사조의 일종이다.

## 일본의 반자연주의 문학

### 전개
메이지 시대 말기, 자연주의 문학이 일본 문학의 주류를 이루었는데, 인간 행동을 본성과 환경에 따라 분석하고 설명하려는 자연주의 문학의 특징에 대해 비판적인 태도를 보인 것은 모리 오가이(森鷗外), 나쓰메 소세키(夏目漱石) 등의 작가였다. 이들은 자연주의 문학의 편향의 지나침을 비판하고 독자적인 개인주의적 윤리를 추구했으며, 다이쇼시대에 들어와서 각각 원숙한 작풍을 완성했는데 그 영향으로 젊은 세대의 반자연주의 운동이 일어나서 탐미주의적인 것이 특징인 신낭만주의, 인도적인 신이상주의, 이지적인 신현실주의 등이 다채롭게 전개되었다. 이들은 자연주의 문학 측으로부터 그 고답적 자세에 대해 비난을 받기도 했다. 다이쇼시대는 반자연주의의 여러 파의 눈부신 활약이 두드러지나 자연주의의 영향은 강하게 잔존하고 있어 기성작가의 활약 이외에 '기세키(奇蹟)'를 통하여 히로츠 가즈오(廣津和郞, 1891-1968), 우노 고지(宇野浩二, 1891-1961), 가사이 젠조(葛西善藏, 1887-1928) 등의 신인이 새로운 사소설(私小說)의 세계를 개척했다.

### 작품
반자연주의의 입장에서 예술지상적인 분위기를 문단에 조성시킨 것은 미다분가쿠(三田文學) 등을 통하여 활약한 나가이 가후, 기노시타 모쿠타로(木下杢太郎, 1885-1945), 다니자키 준이치로 등의 작가이다. 이들은 새로운 낭만주의를 찾아 이국(異國) 취미나 에도의 정서를 동경하는 관능적인 탐미주의를 심화시켜 향락적·퇴폐적인 경향을 보였다. 나가이 가후는 구미 유학에서 돌아와 <아메리카 모노가타리(아메리카 이야기)>(1908) 등에서 정서적인 풍속소설의 새로운 경지를 개척했고, 그의 추상(推賞)으로 화려하게 문단에 등장한 다니자키는 <시세이(剌靑)>(1910) 등의 작품에서 환상과 공상을 구사하여 관능미를 찾아 도착적(倒錯的)인 농염(濃艶)한 작풍을 전개했다. 탐미파의 작가로서 약간 뒤의 구보타 만다로(久保田萬太郞, 1889-1963)는 아사쿠사(淺草) 정서를 그려 재능을 보였고, 사토 하루오(佐藤春夫, 1892-1964)는 낭만적·공상적인 세계에 세기말적인 권태감을 가하여 지적이고 섬세한 작풍을 보였다.

### 영향
모리 오가이는 직접 제자를 가르치지는 않았으나 나가이 가후, 기노시타 모쿠타로 등 많은 후진에 영향을 주었고, 나쓰메 소세키는 그의 목요회(木曜會)를 통해서 고미야 도요타카(小宮豊隆, 1884-1966), 스즈키 미에키치(鈴木三重吉, 1882-1936), 모리다 쇼헤이(森田草平, 1881-1949) 등을 비롯하여 만년의 아쿠타가와 류노스케, 구메 마사오(久米正雄, 1891-1952) 등 다이쇼시대의 이지(理智)주의를 밑받침하는 문학자, 나아가서 '시라카바(白樺)'파의 무샤노코지 사네아쓰(武者小路實篤, 1885- ? ), 시가 나오야(志賀直哉, 1883-1971) 등에게도 많은 영향을 끼침으로써, 다이쇼 문학의 한 원천이 되었다.

### 평가
서양과 동양, 외래문화와 전통문화 간의 대립과 갈등이 벌어지던 당대 일본 근대화의 고민을 내면적으로 받아들여 자연주의와는 경계선을 그은 지점에서 현대인의 나아갈 길을 추구하고, 윤리적인 색채가 짙은 문학을 창조했다고 평가된다.

## 유럽의 반자연주의 문학

### 반자연주의 희곡
헨리크 입센이나 게르하르트 하웁트만의 희곡이 만년에 이르자 차차 상징적·신비적 경향을 띠어 왔듯이 자연주의의 기계적인 결정론, 과학 만능주의에 반발하여 19세기 말에는 모리스 메테를링크(Maurice Maeterlinck, 1862-1949)를 비롯한 반자연주의 작가들이 출현하게 된다. 환경이나 유전에 의해서 좌우되는 인물들이 만들어내는 드라마가 아니라 인간의 영혼 내부에 드라마의 근원을 탐구하는 시도가 꾀해지는 것이다. 메테를링크나 레오니트 안드레예프(Leonid Nikolaevich Andreev, 1871-1919), 아우구스트 스트린드베리(August Strindberg, 1849-1912) 등의 이른바 <꿈의 희극>에서 그 구체적 예를 볼 수 있다. 또한 세기말의 퇴폐적인 풍조 속에서 아르투어 슈니츨러(Arthur Schnitzler, 1862-1931)나 후고 폰 호프만슈탈(Hugo von Hofmannsthal, 1874-1929)의 탐미적인 정조극(情調劇)이 태어났다. 입센에 의해서 확립된 근대 희곡은 이러한 신비주의·상징주의·유미주의의 작가들을 포함하여 19세기 말부터 20세기 초엽에 걸쳐서의 유럽 각국의 자유극장 운동과 결부되어 다방면에 걸쳐 다채롭게 꽃피고, 나아가서는 버나드 쇼나 안톤 체호프에 이르러 완성을 보았다고 볼 수 있다.

## 같이 보기
- 자연주의 (문학)
- 유미주의
- 일본의 근현대문학사